# Nike Flywire
Nike Flywire — це нитка, що складається з вектрану або нейлону, розроблена Nike для мінімізації ваги та максимальної підтримки яка використовується у верхній частині кросівок. Взуття, що містить Flywire, стало доступним для споживачів у 2008 році.

## Розробка
Flywire створив Джей Мештер, директор з інновацій Nike. Він почав з того, що взяв взуттєву колодку та позначив ключові точки, де взуття має підтримувати ногу. Коли Мештер побачив машинну для вишиття він вирішив, що її можна використовувати для виконання довгих стібків. Довгі шви дозволяють легким волокнам підтримувати стопу в ключових точках замість використання шарів матеріалу, які підтримують всю стопу.
Nike розробила Flywire, натхненну підвісним мостом, де багато тросів забезпечують підтримку. Це дозволяє розмістити опору там, де це необхідно, особливо в передній частині стопи (плесно та пальці) і п’яти. Кабелі обмотуються навколо стопи, як сухожилля.